# 甘竹镇
甘竹镇，是中华人民共和国江西省抚州市广昌县下辖的一个乡镇级行政单位。

## 行政区划
甘竹镇下辖以下地区：
甘竹社区、甘竹村、罗家村、鹅龙村、洙溪村、坪上村、龙溪村、朝华村、答田村、大嵊村、樟树村、图石村和东源村。